# Frontera entre els Estats Units i el Canadà
La frontera entre els Estats Units i el Canadà (francès frontière Canada–États-Unis), oficialment coneguda com a International Boundary (francès Frontière Internationale), és la frontera internacional més gran del món entre dos països que separa el Canadà i els Estats Units. La frontera terrestre (inclosos parts de les fronteres marítimes als Grans Llacs, i a l'Atlàntic, el Pacífic i costes àrtiques) és de 8.893 km de longitud (2.477 km de frontera amb Alaska) Separa vuit províncies i territoris canadencs (Yukon, Colúmbia Britànica, Alberta, Saskatchewan, Manitoba, Ontario, Quebec, i Nova Brunswick), i tretze estats dels Estats Units (Alaska, Washington, Idaho, Montana, Dakota del Nord, Minnesota, Michigan, Ohio, Pennsilvània, Nova York, Vermont, Nou Hampshire, i Maine).

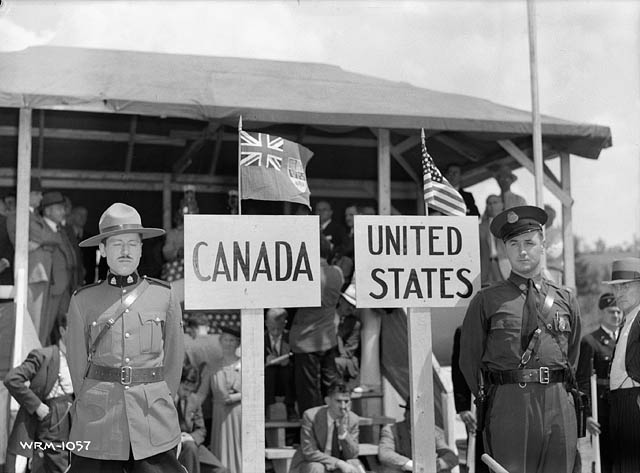
Un oficial de la Reial Policia Muntada del Canadà i un soldat de la Policia Estatal de Vermont abans de la cerimònia oficial de commemorar la unió de l'oleoducte Portland–Montreal l'1 d'agost de 1941

## Longitud de fronteres
|      |                 |                                    |      |                     |                                  |  |
| Rang | Estat           | Longitud de frontera amb el Canadà | Rang | Província/Territori | Longitud de frontera amb els EUA |  |
| 1    | Alaska          | 2,475 km (1,538 mi)                | 1    | Ontario             | 2,760 km (1,715 mi)              |  |
| 2    | Michigan        | 1,160 km (721 mi)                  | 2    | Colúmbia Britànica  | 2,168 km (1,347 mi)              |  |
| 3    | Maine           | 983 km (611 mi)                    | 3    | Yukon               | 1,210 km (752 mi)                |  |
| 4    | Minnesota       | 880 km (547 mi)                    | 4    | Quebec              | 813 km (505 mi)                  |  |
| 5    | Montana         | 877 km (545 mi)                    | 5    | Saskatchewan        | 632 km (393 mi)                  |  |
| 6    | Nova York       | 716 km (445 mi)                    | 6    | Nova Brunswick      | 513 km (318 mi)                  |  |
| 7    | Washington      | 687 km (427 mi)                    | 7    | Manitoba            | 497 km (309 mi)                  |  |
| 8    | Dakota del Nord | 499 km (310 mi)                    | 8    | Alberta             | 298 km (185 mi)                  |  |
| 9    | Ohio            | 235 km (146 mi)                    |      |                     |                                  |  |
| 10   | Vermont         | 145 km (90 mi)                     |      |                     |                                  |  |
| 11   | Nou Hampshire   | 93 km (58 mi)                      |      |                     |                                  |  |
| 12   | Idaho           | 72 km (45 mi)                      |      |                     |                                  |  |
| 13   | Pennsilvània    | 68 km (42 mi)                      |      |                     |                                  |  |

## Història

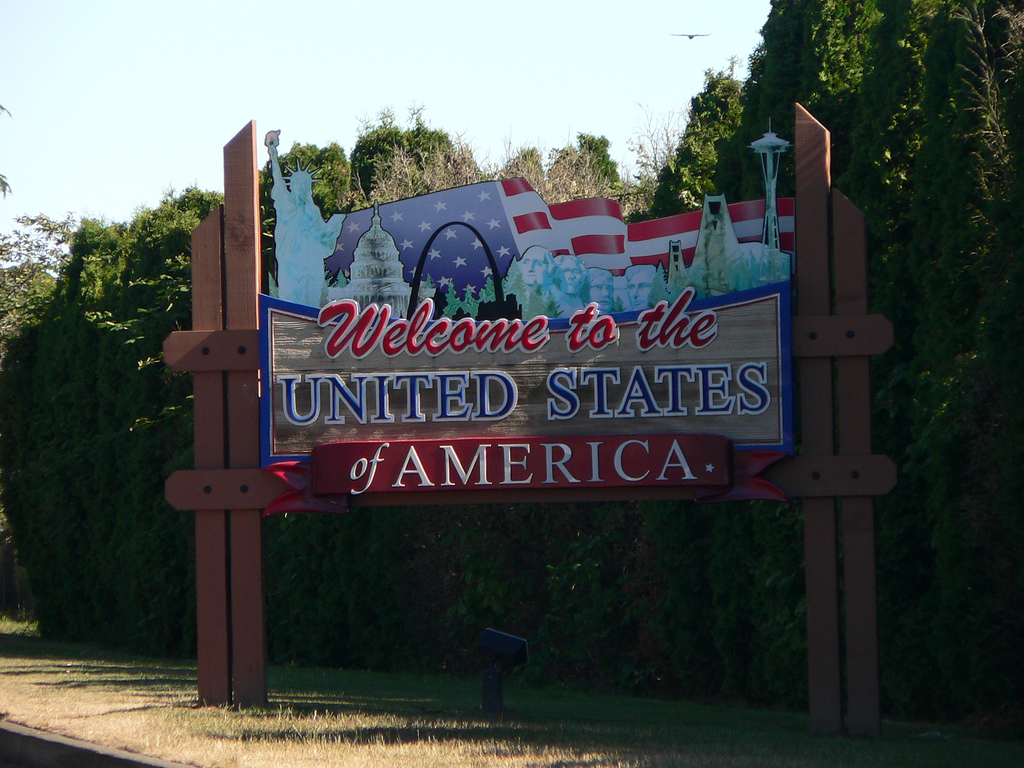
Senyal de benvinguda als conductors als Estats Units al Peace Arch entre Blaine (Washington) i Surrey (Colúmbia Britànica)

El paral·lel 45° nord forma una frontera aproximada entre la província canadenca de Quebec (al nord), i els estats de Nova York i Vermont (al sud).

### Tractat de París (1783)
El Tractat de París de 1783 va finalitzar la Guerra de la Independència dels Estats Units contra la Gran Bretanya. En el segon article del Tractat, les parts acordaren que la totalitat de la frontera dels Estats Units, incloses, però no limitades, les fronteres amb l'Amèrica del Nord Britànica. La frontera acordada incloïa la línia que anava des de l'angle nord-oest de Nova Escòcia al punt més al nord-oest del riu Connecticut, i baixava pel mig del riu fins al paral·lel 45° nord
Aquest paral·lel s'havia establert a la dècada de 1760 com a límit entre les províncies de Quebec i Nova York (incloent el que més tard es va convertir en estat de Vermont). Va ser mesurada i delimitada per John Collins i Thomas Valentine de 1771 a 1773.
El riu Sant Llorenç i els Grans Llacs es van convertir en la frontera més a l'oest (entre el que ara és Ontario i Estats Units). Al nord-oest del llac Superior la frontera segueix els rius fins al llac dels Boscos. Des d'aquí es va acordar la frontera que anava cap a l'oest fins a trobar el riu Mississipi. De fet, aquesta línia mai no es troba amb el riu, ja que la font del riu és més al sud.

### Tractat de Jay (1794)
El Tractat de Jay de 1794 (efectiu de 1796) va crear la Comissió Internacional de Fronteres, que és encarregada de mesurar i fer mapes de la frontera. També va proporcionar la marxa de l'exèrcit i l'administració britànica de Detroit i d'altres llocs frontereres del costat dels Estats Units. Va ser reemplaçat pel Tractat de Gant (efectiu de 1815) que va finalitzar la Guerra de 1812, que incloïa els límits de la pre-guerra.

### Tractat de Rush–Bagot (1817)
El tractat de Rush–Bagot de 1817 va proporcionar un mapa de la desmilitarització de les dues parts combatents en la Guerra de 1812 i també va exposar els principis preliminars pel traçat d'una frontera entre l'Amèrica del Nord britànica (més tard Canadà) i els Estats Units.

### Convenció de Londres (1818)

El paral·lel 49° nord forma la frontera entre les províncies canadenques de Colúmbia Britànica, Alberta, Saskatchewan, i Manitoba (al nord), i els estats de Washington, Idaho, Montana, Dakota del Nord, i Minnesota (al sud).

L'expansió cap a l'oest tant de l'Amèrica del Nord Britànica com dels Estats Units va veure el estendre la frontera cap a l'oest al llarg del paral·lel 49° nord del Northwest Angle al llac dels Boscos a les muntanyes Rocoses sota el Tractat de 1818. Aquest tractat extingeix les reclamacions britàniques al sud d'aquesta latitud a la vall del riu Red, que era part de la Terra de Rupert. El tractat també va extingir les reclamacions estatunidenques al nord de la línia de la conca del riu Missouri, que era part de la Compra de Louisiana; això equival a tres àrees petites, consistents de la part nord del drenatge del riu Milk (avui al sud d'Alberta i el sud-oest de Saskatchewan), el riu Poplar (Saskatchewan), i Big Muddy Creek (Saskatchewan).
Al llarg del paral·lel 49, la vista fronterera és teòricament recta però en la pràctica segueix els marcadors fronterers enquestats del segle xix i varia a diversos centenars de peus en taques.

### Tractat Webster–Ashburton (1842)
Les disputes sobre la interpretació dels tractats i els errors en la mesura de la frontera requeriren negociacions addicionals resultants en el Tractat Webster-Ashburton de 1842. El tractat de resoldre l'argument conegut com la guerra d'Aroostook sobre la fronter entre Maine d'una banda, i Nova Brunswick i la província del Canadà de l'altra. El tractat va redefinir la frontera entre Nou Hampshire, Vermont i Nova York, d'una banda, i la província del Canadà, de l'altra, la resolució de la disputa d'Indian Stream i el dilema Fort Blunder al llac Champlain.
La part del paral·lel 45 que separa Quebec dels estats de Vermont i Nova York havia estat mesurada el 1771-1773 després que hagués estat declarada la frontera entre Nova York (inclosa el que més tard seria Vermont) i el Quebec, i fou mesurada novament després de la guerra de 1812. El govern federal dels Estats Units van començar a construir fortificacions, al sud de la frontera a Rouses Point, al llac Champlain. Després que fos completada una part significativa de la construcció, les mesures revelaren que en aquest punt, l'actual paral·lel 45 era tres quarts de milla (1,2 km) al sud de la línia enquestada; El fort, conegut com "Fort Blunder", es trobava al Canadà. Això va crear un dilema per als Estats Units que no es va resoldre fins que una provisió del tractat va deixar la frontera a la línia del meandre tal com es va enquestar. La frontera al llarg de Boundary Waters en l'actual Ontario i Minnesota entre el llac Superior i Northwest Angle també va ser redefinida.

### Tractat d'Oregon (1846)
Una disputa fronterera de 1844 durant la presidència de James Knox Polk va conduir a una reclamació que la frontera nord dels EUA a l'oest de les Muntanyes Rocoses era a latitud 54°40' nord (en relació amb el límit meridional del territori d'Alaska), pero el Regne Unit volia una frontera que seguís el riu Columbia a l'Oceà Pacífic. L'argument es va resoldre en el tractat d'Oregon de 1846 que estableix el paral·lel 49 com a frontera a través de les Muntanyes Rocoses.

### Northwest Boundary Survey (1857-1861)

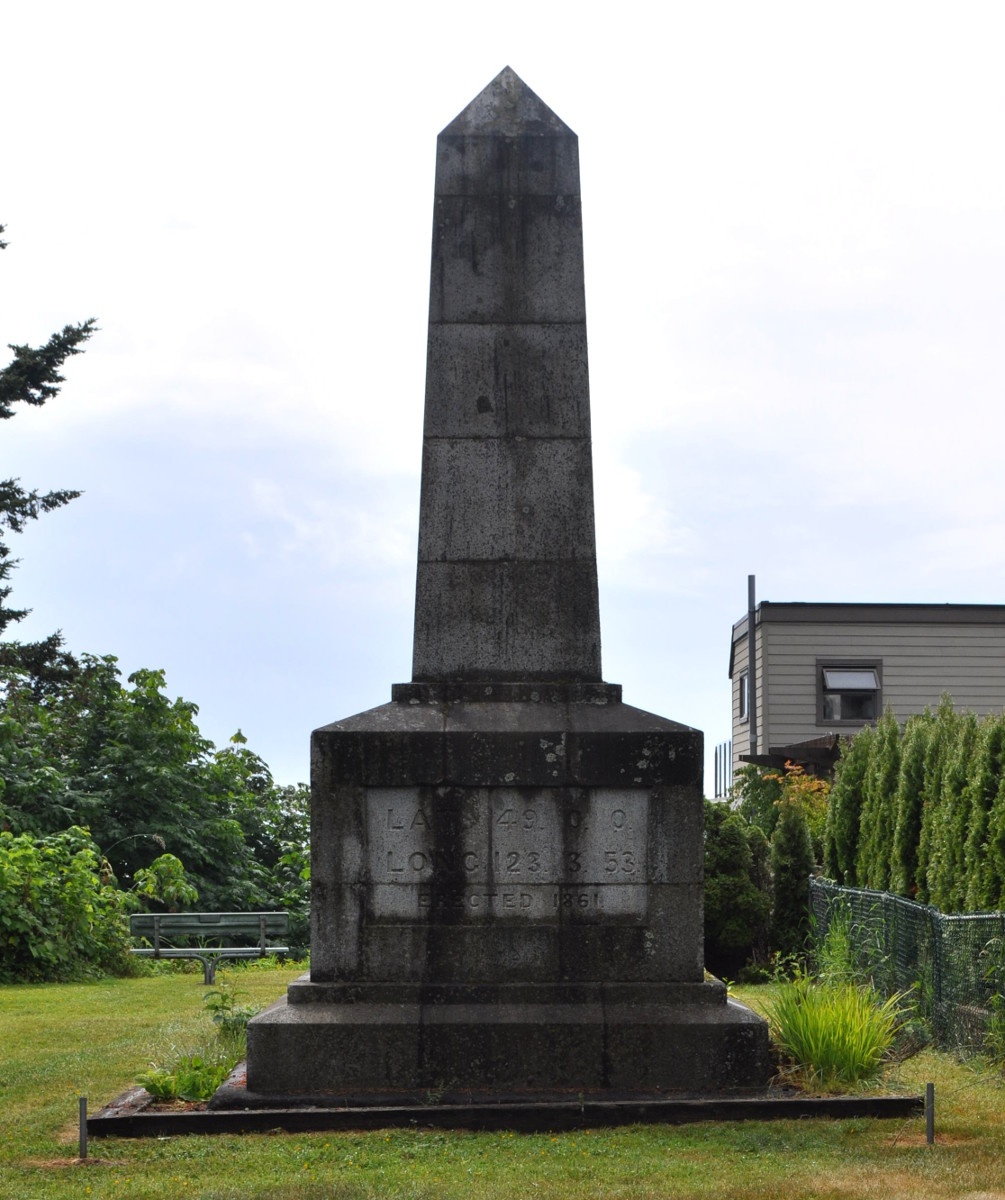
Marcador fronterer n.1 al paral·lel 49° nord al marge occidental de Point Roberts, erigit en 1861

La Northwest Boundary Survey (1857–1861) va mesurar a la frontera terrestre, pero la frontera marítima no fou establerta durant un temps. Després de la guerra del porc en 1859, es va establir un arbitratge el 1872, l'arbitratge a la frontera entre els Illes del Golf i les illes de San Juan.

### International Boundary Survey (1872–1876)
La International Boundary Survey, anomenada Northern Boundary Survey als Estats Units, va començar en 1872. El seu mandat es va establir al Tractat de 1818. Archibald Campbell va liderar el camí cap als Estats Units. Donald Cameron va dirigir l'equip britànic. Aquesta enquesta es va centrar en la frontera del llac dels Boscos fins al cim de les Muntanyes Rocoses.

### Disputa fronterera d'Alaska (1903)
En 1903 un tribunal conjunt Regne Unit-Canadà-EUA va establir la frontera del sud-est d'Alaska.

### Tractat de 1908
L'11 d'abril de 1908, el Regne Unit i els Estats Units acordar, en virtut de l'article IV del Tractat de 1908, estudiar i delimitar la frontera entre Canadà i els Estats Units a través del riu Sant Llorenç i els Grans Llacs, d'acord amb la tècnica topografia moderna, i així es van fer diversos intercanvis fins a la frontera.

## International Boundary Commission (1925)

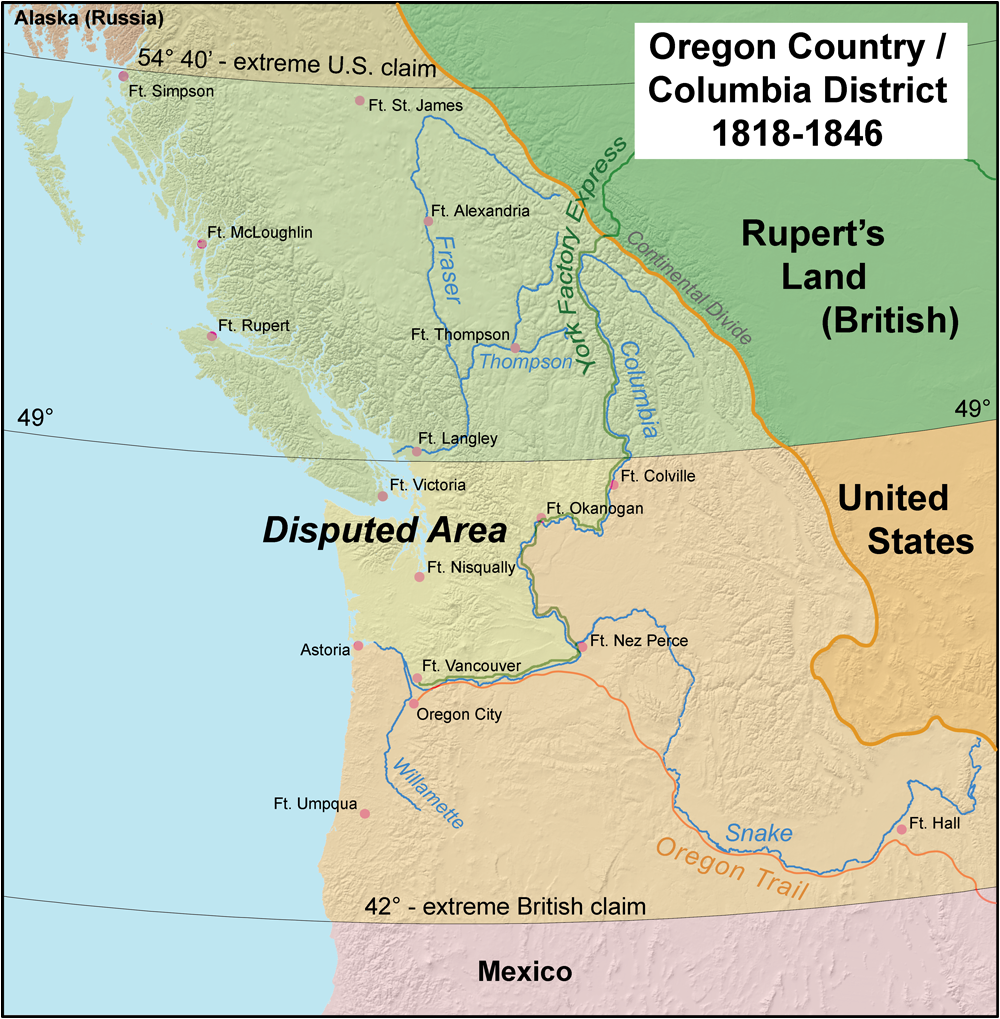
El País d'Oregon/Districte de Colúmbia

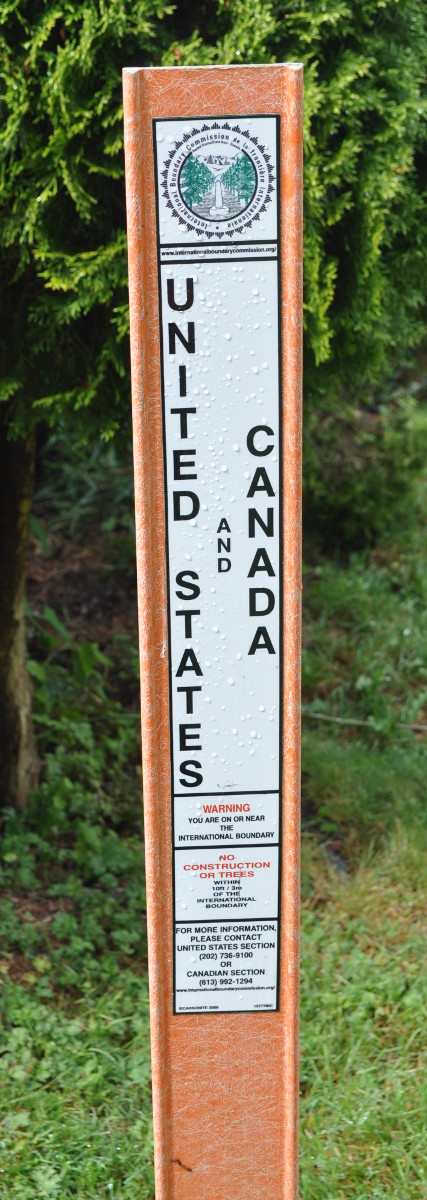
Senyal fronterer de la International Boundary Commission a Point Roberts. El revers té les mateixes paraules en francès.

En 1925 la International Boundary Commission (francès Commission de la frontière internationale) es va establir com a organització permanent responsable de topografia i tartografia de la frontera, el manteniment de monuments limítrofs (i on s'aplicaven les boies) i mantenir el límit clar de mala herba i vegetació en 6 metres. Aquest "frontera vista" s'estén en 3 metres de cadascun dels costats de la línia.
La Comissió està encapçalada per dos comissaris, un dels quals és del Canadà, l'altre estatunidenc.